# Bačko Petrovo Selo
Bačko Petrovo Selo (izvirno srbsko Бачко Петрово Село; madžarsko Péterréve) je naselje v Srbiji, ki upravno spada pod Občino Bečej; slednja pa je del Južnobačkega upravnega okraja.

## Demografija
V naselju živi 5808 polnoletnih prebivalcev, pri čemer je njihova povprečna starost 40,5 let (38,6 pri moških in 42,4 pri ženskah). Naselje ima 2877 gospodinjstev, pri čemer je povprečno število članov na gospodinjstvo 2,53.
To naselje je v glavnem madžarsko (glede na rezultate popisa iz leta 2002), a v času zadnjih treh popisov je opazno zmanjšanje števila prebivalcev.
|  |

| Demografija | Demografija     | Demografija     |
| Leto        | Št. prebivalcev | Št. prebivalcev |
| ----------- | --------------- | --------------- |
|             |                 |                 |
|             |                 |                 |
|             |                 |                 |
|             |                 |                 |
| 1948        | 10224           |                 |
| 1953        | 10616           |                 |
| 1961        | 10410           |                 |
| 1971        | 9645            |                 |
| 1981        | 8959            |                 |
| 1991        | 7958            | 7859            |
| 2002        | 7482            | 7318            |
|             |                 |                 |

| Etnična sestava po popisu iz leta 2002 | Etnična sestava po popisu iz leta 2002 | Etnična sestava po popisu iz leta 2002 | Etnična sestava po popisu iz leta 2002 | Etnična sestava po popisu iz leta 2002 |
| -------------------------------------- | -------------------------------------- | -------------------------------------- | -------------------------------------- | -------------------------------------- |
| Madžari                                | Madžari                                |                                        | 5.175                                  | 70,71%                                 |
| Srbi                                   | Srbi                                   |                                        | 1.567                                  | 21,41%                                 |
| Romi                                   | Romi                                   |                                        | 243                                    | 3,32%                                  |
| Jugoslovani                            | Jugoslovani                            |                                        | 80                                     | 1,09%                                  |
| Hrvati                                 | Hrvati                                 |                                        | 30                                     | 0,40%                                  |
| Slovaki                                | Slovaki                                |                                        | 7                                      | 0,09%                                  |
| Albanci                                | Albanci                                |                                        | 5                                      | 0,06%                                  |
| Nemci                                  | Nemci                                  |                                        | 4                                      | 0,05%                                  |
| Slovenci                               | Slovenci                               |                                        | 3                                      | 0,04%                                  |
| Črnogorci                              | Črnogorci                              |                                        | 2                                      | 0,02%                                  |
| Rusini                                 | Rusini                                 |                                        | 2                                      | 0,02%                                  |
| Muslimani                              | Muslimani                              |                                        | 1                                      | 0,01%                                  |
| Bunjevci                               | Bunjevci                               |                                        | 1                                      | 0,01%                                  |
| Bolgari                                | Bolgari                                |                                        | 1                                      | 0,01%                                  |
| Bošnjaki                               | Bošnjaki                               |                                        | 1                                      | 0,01%                                  |
| Neznano                                | Neznano                                |                                        | 69                                     | 0,94%                                  |